# Castello di Boutavent
Il castello di Boutavent è un castello in rovina ubicato a Iffendic, in Bretagna.

## Storia e descrizione
Il castello venne edificato nel Medioevo su uno sperone roccioso in luogo chiamato Boutavent, circondato dalla foresta di Paimpont e vicino lo stagno di Boutavent. Si narra che nel VII secolo il castello appartenesse a Giudicaele, re della Dumnonia, e che fosse stato il luogo in cui si riunivano il re e sant'Eligio, quest'ultimo inviato per portare la pace tra i bretoni e i francesi: si è sicuri che in questo periodo fosse abitato, in quanto a seguito di scavi archeologici furono ritrovate tracce del mobilio. Certo invece è che tra il XIII e XIV secolo era di proprietà dei signori di Montfort. Nel XVI secolo il castello era in rovina: non si conoscono le reali cause ma sono state formulate alcune ipotesi sul suo abbandono, come a seguito della campagna di Bertrand du Guesclin nel 1373 o durante la guerra di successione nella seconda metà del XIV secolo. Nel XIX secolo diversi autori come Poignand, Vigoland o Oresve scrissero sul sito ma la storia del castello resta comunque alquanto lacunosa. Nel 2005 i resti furono aperti al pubblico e nel 2006 vennero sottoposti a restauro e consolidamento: durante questa campagna furono ritrovati diversi reperti come ardesia, ceramica, pavimentazione e piastrelle smaltate. Nel settembre e nell'ottobre 2015 vennero effettuati alcuni rilievi archeologici da parte del CERAPAR (Centro di ricerca archeologica di Rennes), durante i quali furono scoperti resti di una torre e di un cancello d'ingresso; altre indagini sono furono effettuate nel 2016.
Del castello rimangono i resti di una corte e di un cortile separati da un fossato; sono inoltre presenti tracce della pareti divisorie di alcuni ambienti, in particolar modo addossate alle pareti del recinto del cortile.